# Distrito financiero

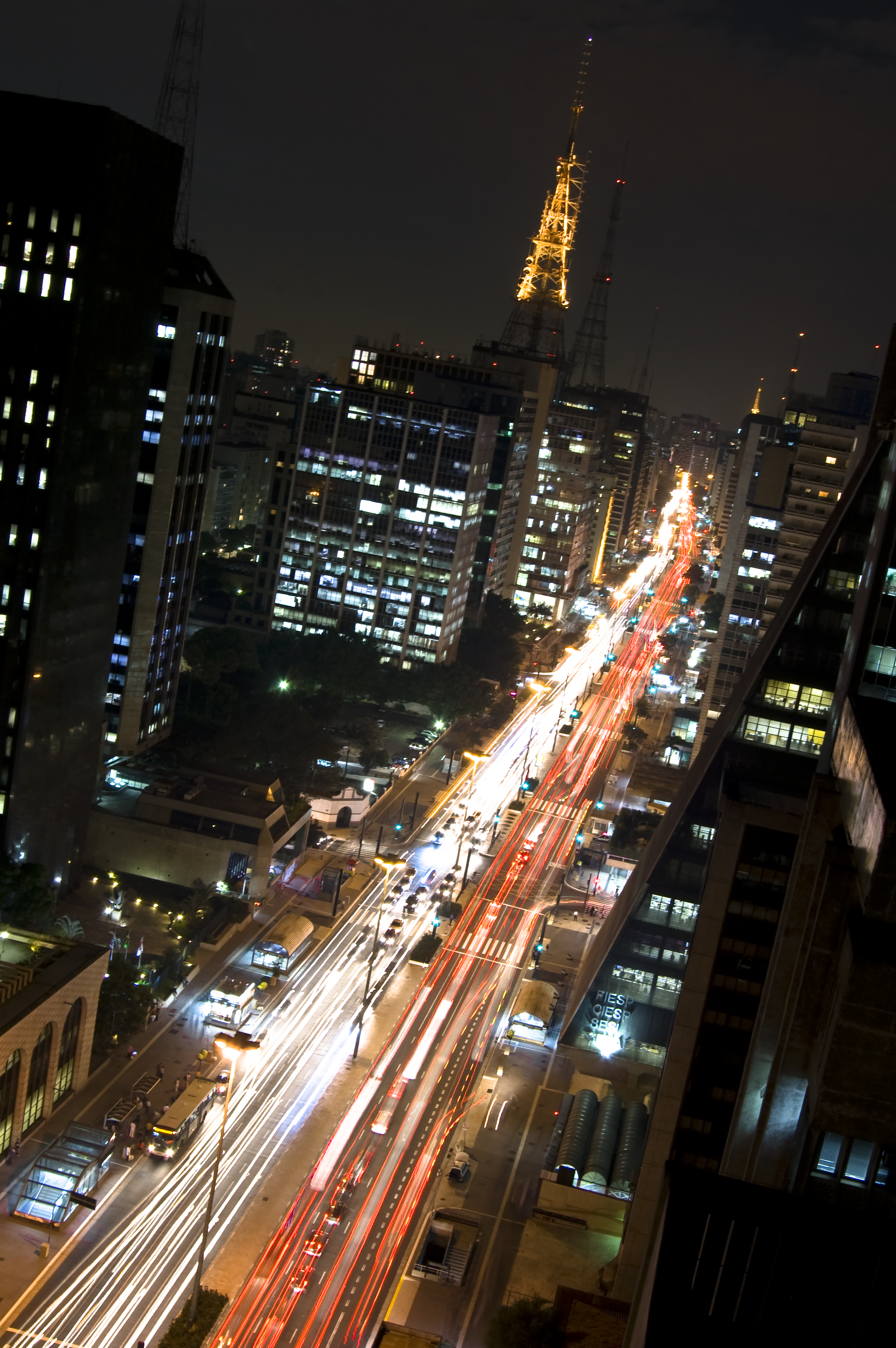
Avenida Paulista, el principal distrito financiero de Brasil.

Distrito financiero o corazón financiero (en inglés, central business district o downtown) es el término general con el que se designa a las zonas centrales en donde se concentran comercios y oficinas, además, abundan los edificios altos (rascacielos) y que en las ciudades europeas suele coincidir con el casco antiguo y algunas zonas de los ensanches del siglo XIX. Sus calles son las más frecuentadas y accesibles y los precios de las viviendas son altos, aunque la población residente en ocasiones es escasa.
Se cree que el término downtown fue forjado en la ciudad de Nueva York, donde fue usado en la década de 1830 para referirse a la zona antigua de la ciudad, ubicada en la punta sur de la isla de Manhattan. El crecimiento de la ciudad de Nueva York obligó que esta se expandiera hacia el norte de la isla, río arriba del lugar de emplazamiento original de la ciudad. Con la creación del mapa de la ciudad apareció la terminología «up» y «down», para referirse a la zona norte y a la zona sur respectivamente. Es así que todo lo que se encontraba al norte de la ciudad original se lo denominó «uptown» (Upper Manhattan), mientras que la ciudad antigua —en aquella época el centro financiero— se la denominó «downtown» (Lower Manhattan).
Un paisaje característico del CBD de una ciudad estadounidense es el Park Avenue, en Nueva York.

## Características del distrito financiero (CBD)

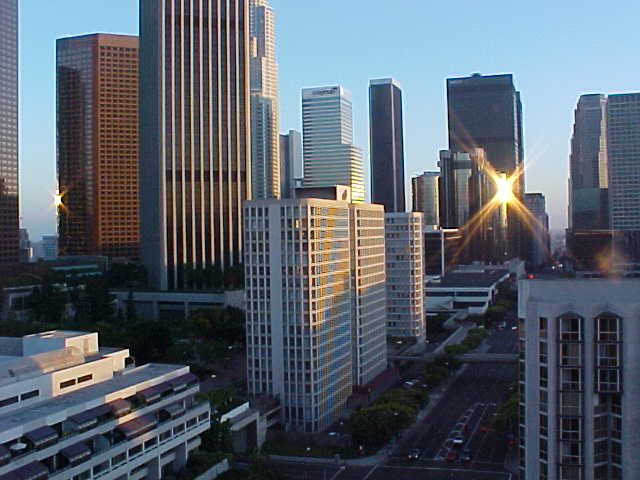
Century City, Los Ángeles.

- Es la zona más accesible de la ciudad. Las redes de transporte tienden a converger en esta zona.
- Es el área de mayor valor económico y de mayor precio.[2] Solo se instalan allí aquellos negocios capaces de obtener beneficios (comercio especializado u oficinas).
- El alto precio del suelo es causa de una alta densidad de utilización, lo que se refleja en una alta concentración de edificios de muchos pisos (con todos en uso).[2] Normalmente en las zonas bajas se encuentran los comercios y desde ahí, el resto de pisos son oficinas.
- Existe un gran escasez de suelo donde construir, lo que encarece el precio de este.[2] Lo que esto provoca es la aparición de nuevos CBD en otros puntos de la ciudad (por ejemplo, en la ciudad de Madrid existirían 3 CBD: Gran Vía (zona centro), la zona de Nuevos Ministerios y la zona de Chamartín - Plaza Castilla).
- Además de su importancia económica, el CBD suele contar también con un valor simbólico, ya que se suelen encontrar monumentos de carácter histórico. Esto hace que los habitantes tengan estas zonas como señas de identidad de las ciudades.
- Al estar ubicado en la zona del casco antiguo, la red de calles suele ser de carácter irregular, lo que genera problemas de tráfico.

## Distritos financieros en África

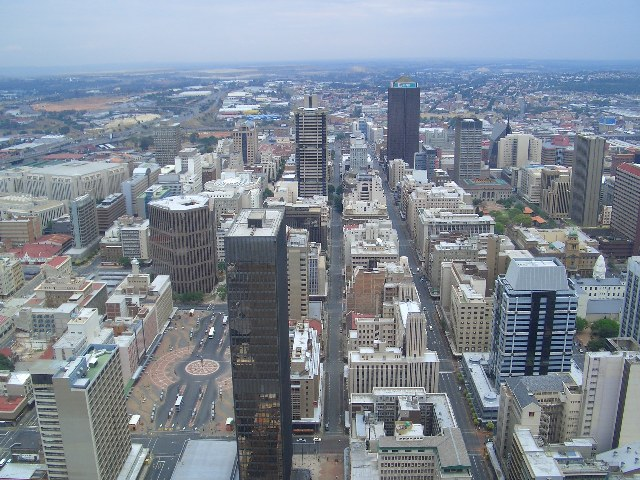
Johannesburgo, Sudáfrica.

| Ciudad                     | Distrito Financiero                                     |
| -------------------------- | ------------------------------------------------------- |
| El Cairo, Egipto           | Zamalek, Midan Tahrir                                   |
| Lagos, Nigeria             | Isla de Lagos                                           |
| Johannesburgo, Sudáfrica   | Distrito de Negocios Central de Johannesburgo y Sandton |
| Ciudad del Cabo, Sudáfrica | Cape Town Central Business District                     |

## Distritos financieros en Asia

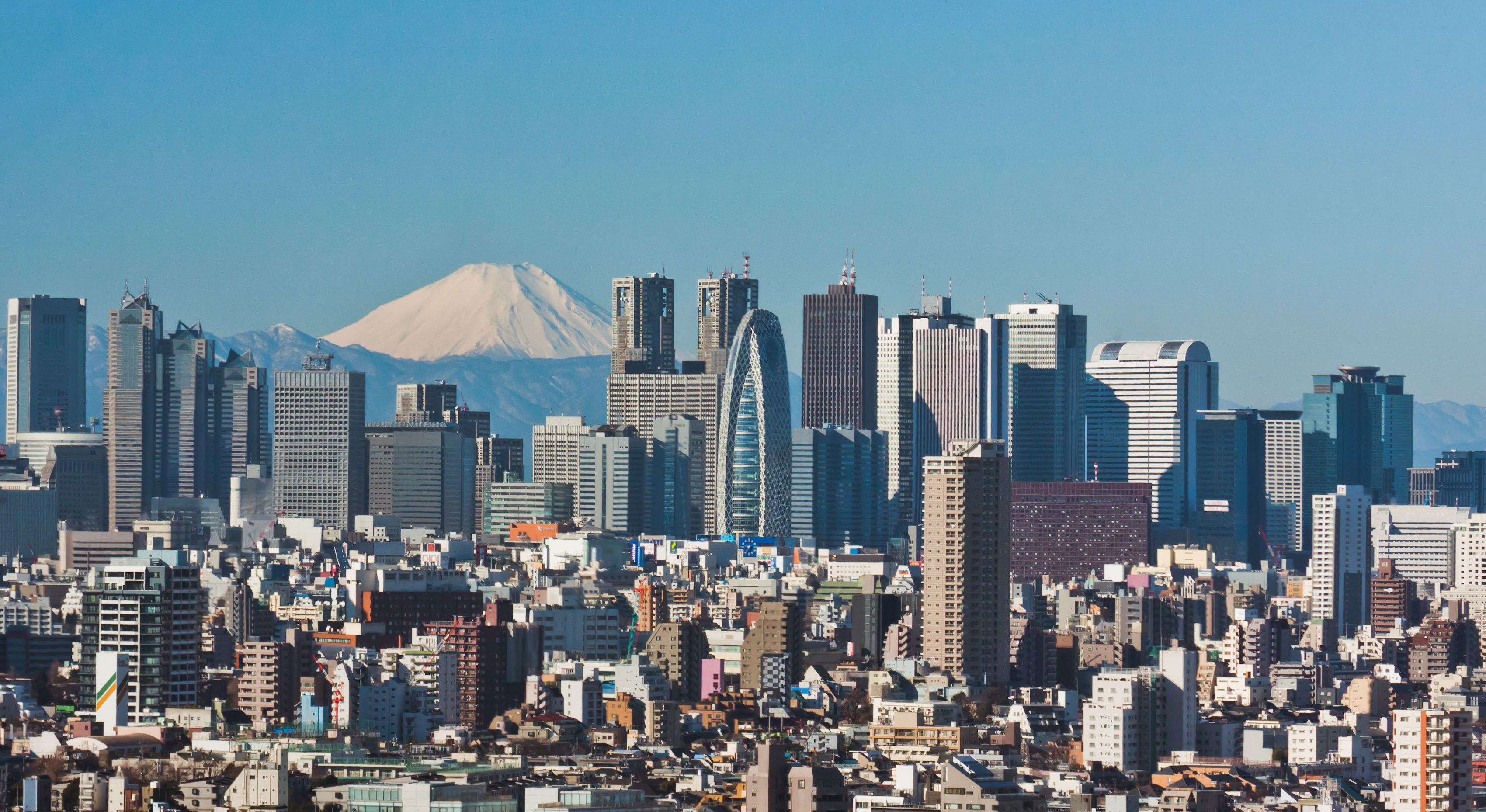
Distrito financiero en Tokio, Japón.

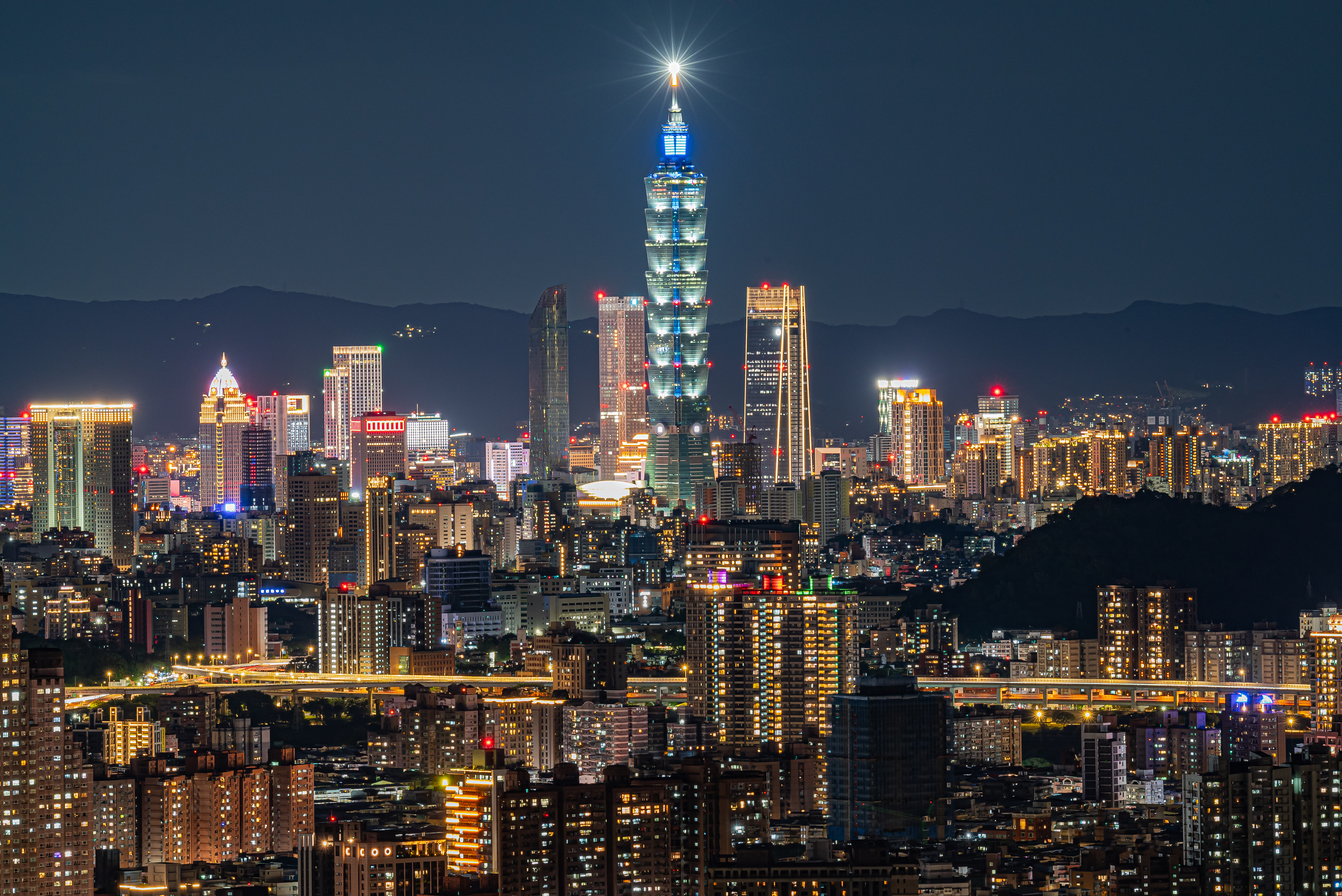
Distrito Xinyi en Taipéi, Taiwán.

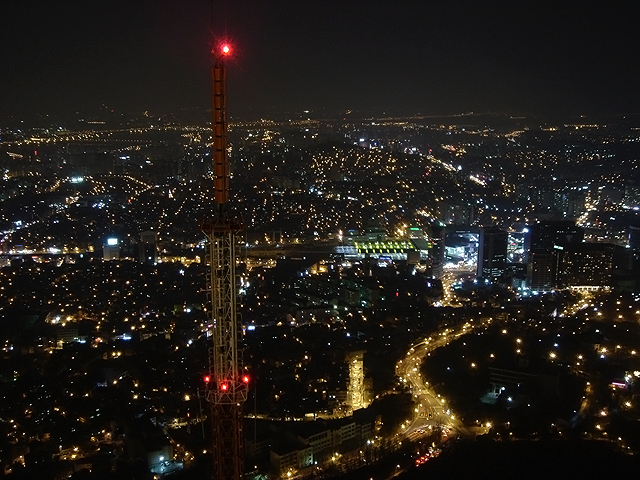
Seúl, Corea del Sur.

Distrito Pudong, Shanghái, República Popular China.

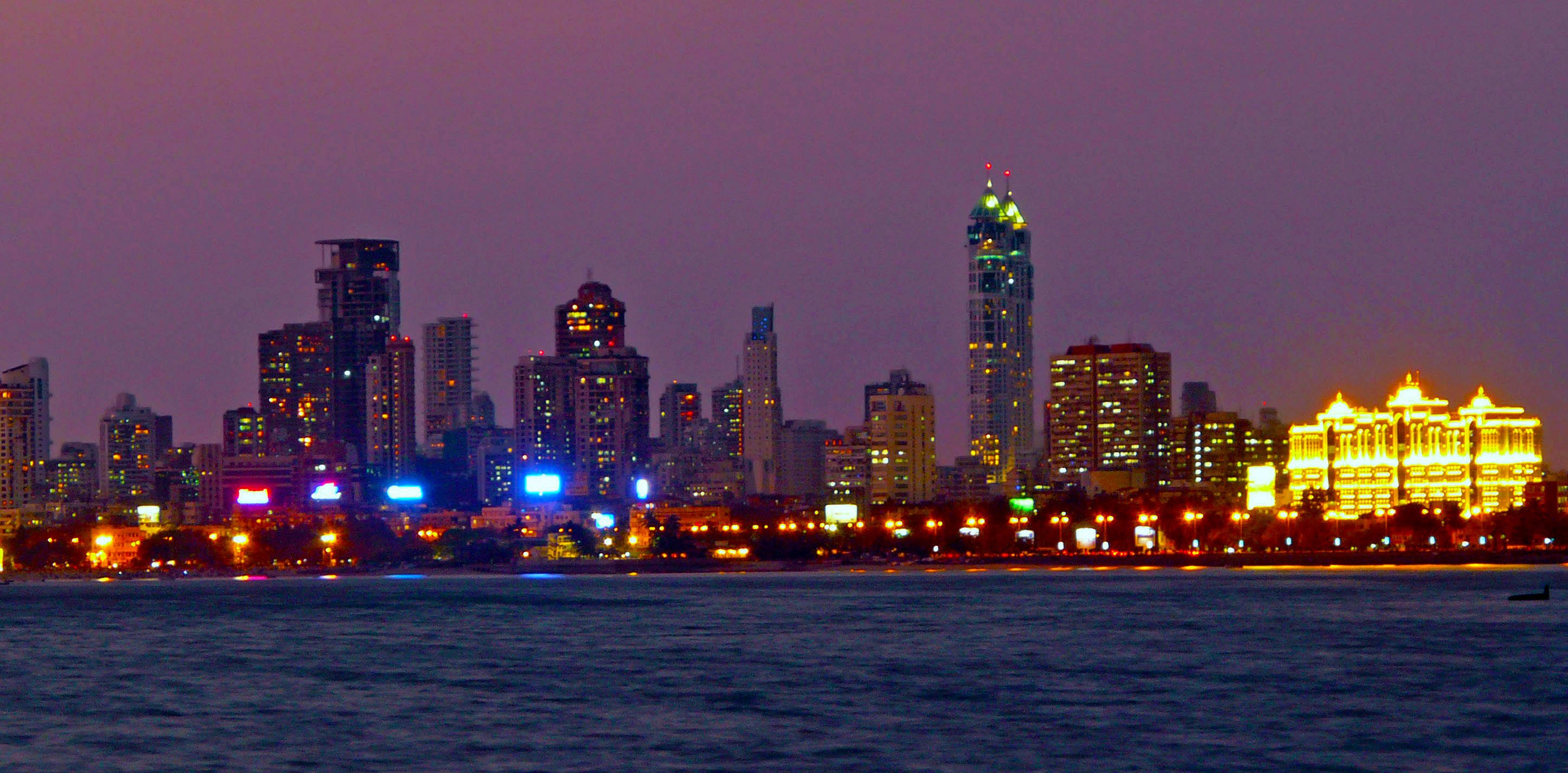
Bombay, India.

| Ciudad                      | Distrito Financiero                                  |
| --------------------------- | ---------------------------------------------------- |
| Seúl, Corea del Sur         | Jung-gu, Gangnam-gu y Yeouido                        |
| Busan, Corea del Sur        | Haeundae                                             |
| Cantón (Guangzhou), China   | Distrito Tianhe                                      |
| Tianjin, China              | Distrito Binhai                                      |
| Pekín, China                | Pekín CBD y Calle Financiera de Pekín                |
| Shanghái, China             | Pudong y Puxi                                        |
| Shenzhen, China             | Distrito Futian, Hua Qiang Bei y Shenzhen CBD        |
| Hong Kong                   | Tsim Sha Tsui, Central y Oeste, Wan Chai y Admiralty |
| Abu Dhabi, Emiratos         | Centro Financiero de Abu Dhabi                       |
| Dubái, Emiratos             | Dubai Marina                                         |
| Tel Aviv, Israel            | Ramat Gan                                            |
| Bangalore, India            | UB City                                              |
| Bombay, India               | Bandra Kurla Complex                                 |
| Calcuta, India              | JL Nehru Road y Rajarhat                             |
| Delhi, India                |                                                      |
| Kyoto, Japón                | Shimogyō-ku                                          |
| Osaka, Japón                | Umeda, Chūō-ku y Dōjima                              |
| Tokio, Japón                | Shiodome, Marunouchi, Ginza, Nihonbashi y Shinjuku   |
| Yokohama, Japón             | Minato Mirai 21                                      |
| Singapur, Singapur          | Downtown Core y Área Central                         |
| Bangkok, Tailandia          | Si Lom, Distrito Sathon, Sukhumvit y Lumpini         |
| Taipéi, Taiwán              | Área planificada de Xinyi                            |
| Nueva Taipéi, Taiwán        | Panch'iao                                            |
| Taichung, Taiwán            | Distrito Xitun                                       |
| Kaohsiung, Taiwán           | Distrito Lingya                                      |
| Ciudad Ho Chi Minh, Vietnam | Distrito 1 de Ho Chi Minh                            |
| Hanói, Vietnam              | Bulevar Pham Hung                                    |

## Distritos financieros en Norte y Centroamérica

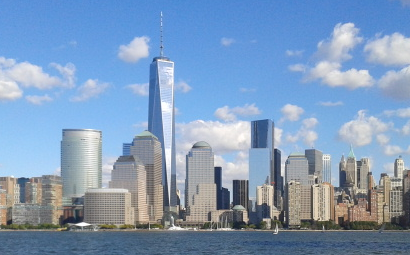
Lower Manhattan, Nueva York, Estados Unidos.

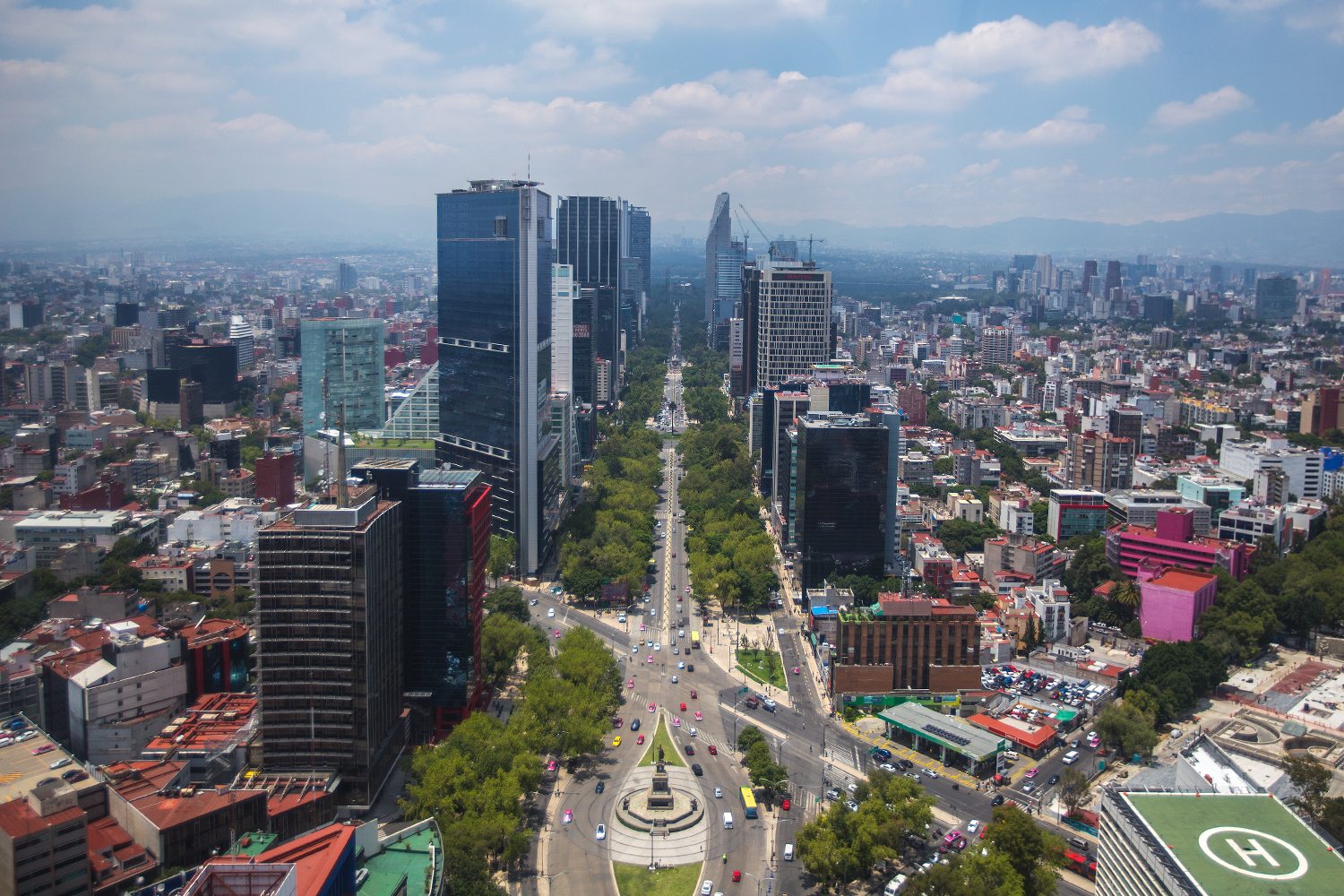
Paseo de la Reforma, Ciudad de México, México.

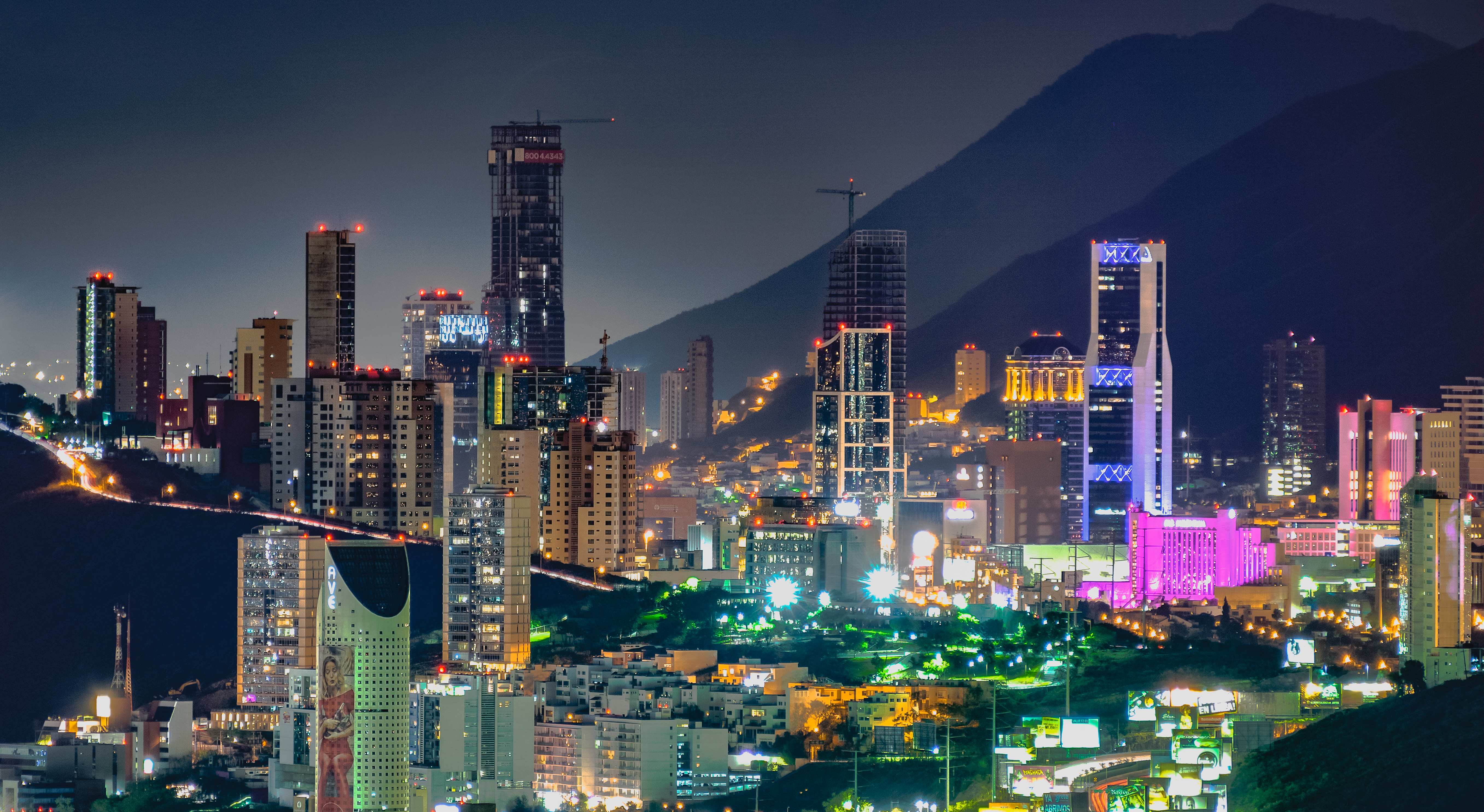
Valle Oriente, Monterrey, México.

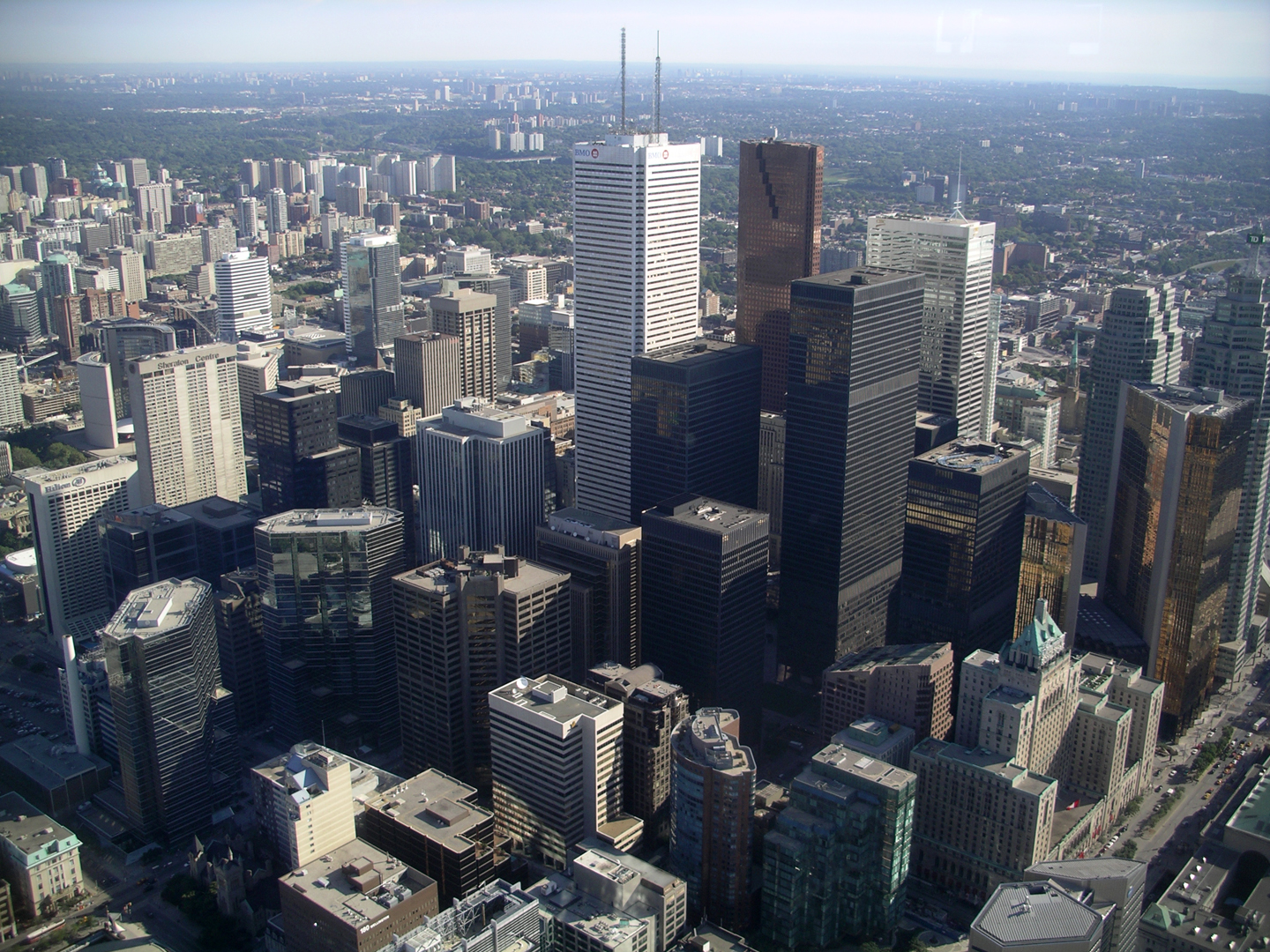
Toronto, Canadá.

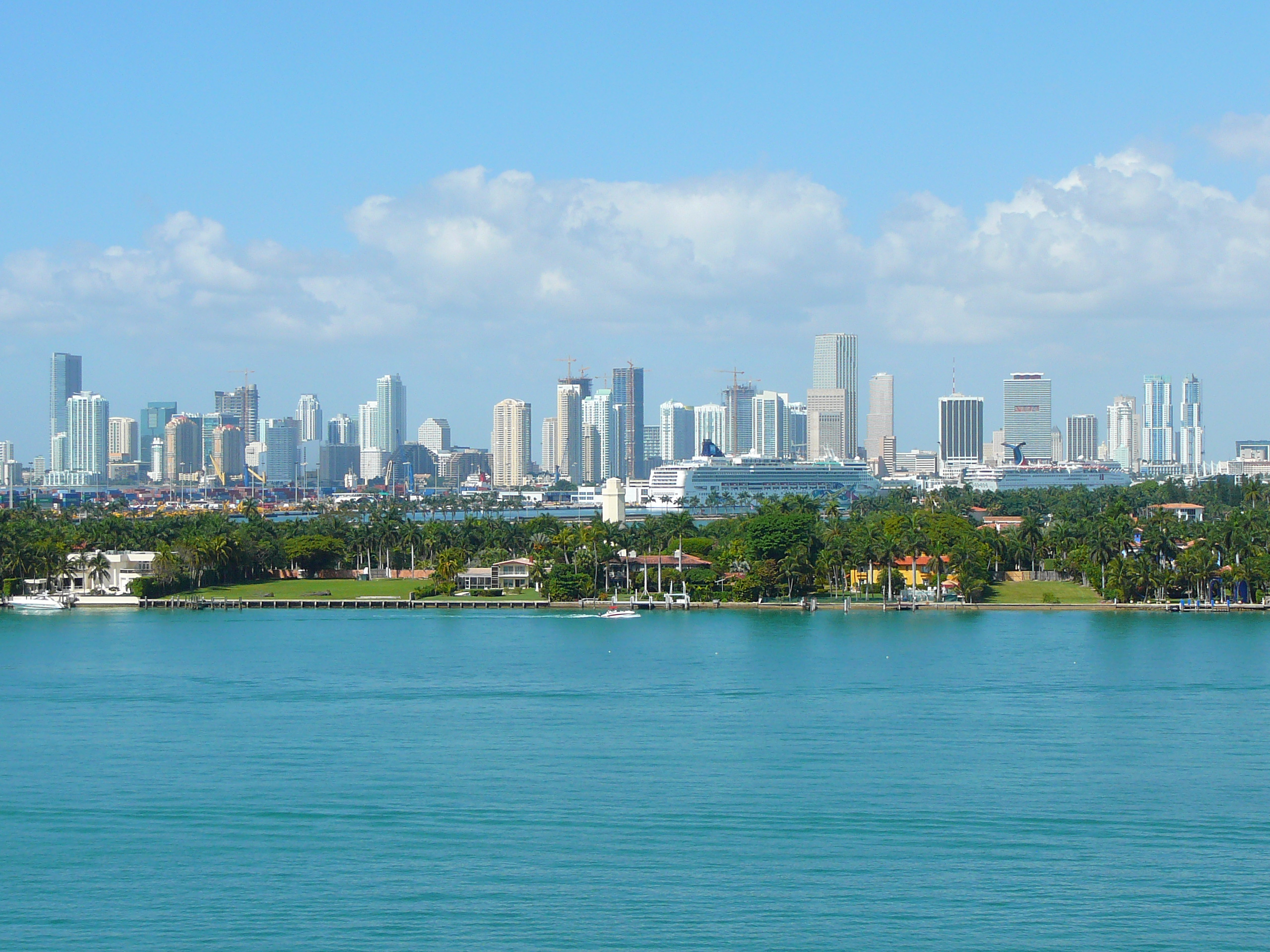
Miami, Estados Unidos.

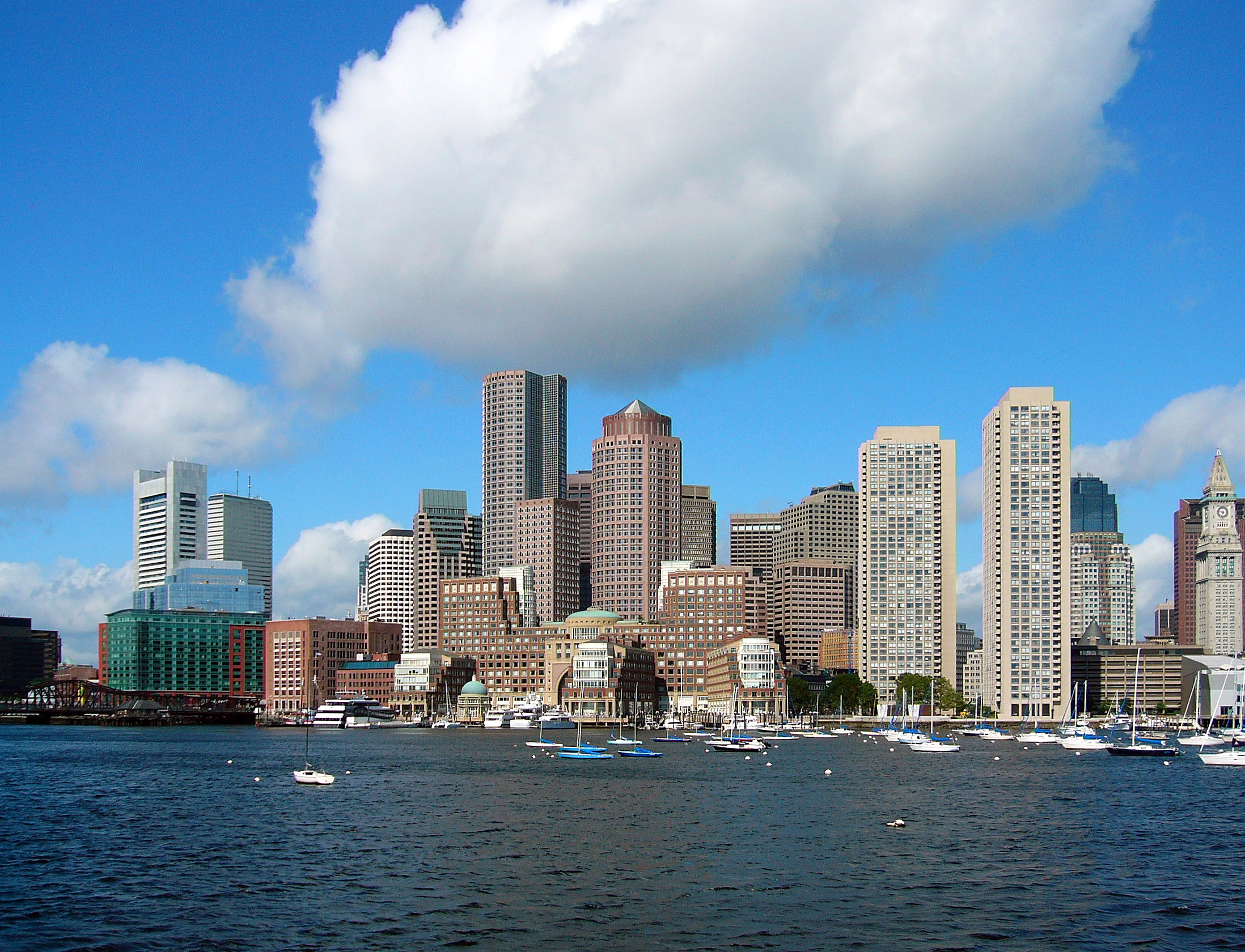
Boston, Estados Unidos.

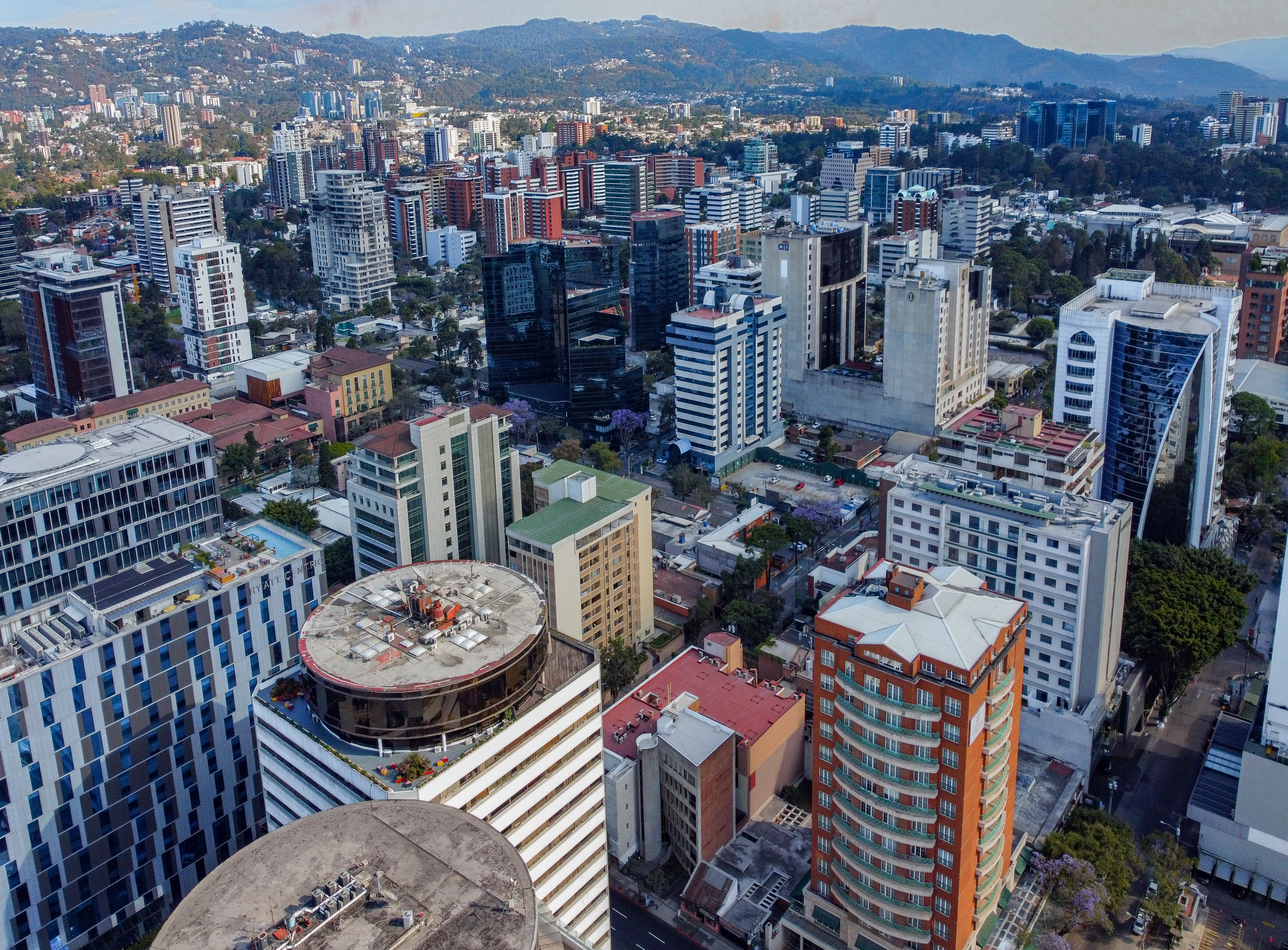
Zona Viva, Guatemala

| Ciudad                           | Distrito Financiero |
| -------------------------------- | --- |
| Montreal, Canadá                 | Saint Jacques Street - Montreal financial district |
| Ottawa, Canadá                   | Ottawa's financial district |
| Toronto, Canadá                  | Distrito Financiero, Midtown, North York Centre y Scarborough City Centre |
| Vancouver, Canadá                | Financial district |
| Boston, Estados Unidos           | Boston downtown |
| Chicago, Estados Unidos          | Chicago Loop |
| Dallas, Estados Unidos           | Downtown Dallas |
| Houston, Estados Unidos          | Distrito Skyline, Downtown |
| Jacksonville, Estados Unidos     | Centro de Jacksonville y Laura Street |
| Miami, Estados Unidos            | Miami Downtown, Brickell, Neighborhood |
| Los Ángeles, Estados Unidos      | Centro de Los Ángeles, Distrito Financiero y Century City (Los Ángeles) |
| Nueva York, Estados Unidos       | Lower Manhattan, Midtown Manhattan, Downtown Brooklyn y Long Island City, Queens |
| Filadelfia, Estados Unidos       | Neighborhood |
| Seattle, Estados Unidos          | Downtown, Waterfront, Shopping Area |
| Ciudad de México, México         | Paseo de la Reforma, City Santa Fe, Polanco CBD, Lomas de Chapultepec, Interlomas, Bosques de las Lomas, Zona del Valle, Downtown México City, CBD Perisur, World Trade Center Ciudad de México, Avenida de los Insurgentes |
| Monterrey, México                | Valle Oriente, Downtown Monterrey, San Jerónimo, Obispado, Cumbres, La Estanzuela, Las mitras, La Fe, Obrera, Sarabia, Miguel Hidalgo, Puerta del Sol, Avenida Constitución, Santa Lucía, Centro, zona hotelera.            |
| Guadalajara, México              | Puerta de Hierro, Américas, Zona Expo Guadalajara, Chapultepec. |
| Puebla, México                   | Angelópolis, Vía Atlixcáyotl, La Paz, Zavaleta, Sonata, México-Puebla, Las Ánimas, Saint Petter district, Zona San Diego.                                                                                                   |
| Tijuana, México                  | Zona Río, Downtown Tijuana, Boulevard Aguacaliente, Centro Playas, Campestre, Landmark, Centro. |
| Querétaro, México                | Juriquilla, Centro Sur |
| Saltillo, México                 | Zona Atmósphera 421, Villalta, Distrito Voel, Echeverría Distrito karena, parque centro, Norte W |
| León de Los Aldama, México       | Lomas de Gran Jardín |
| Toluca, México                   | Metepec |
| Cancún, México                   | Tajamar |
| Culiacán, México                 | Colonia Centro, Desarrollo Urbano Tres Ríos |
| San Salvador, El Salvador        | World Trade Center San Salvador, Centro Financiero Gigante |
| Panamá, Panamá                   | World Trade Center Panamá, San Francisco, Santa María Business District, Costa del Este |
| Guatemala, Guatemala             | Dubai Center, Zona Pradera, Airali, Tikal Futura, Torres Design Center, Ciudad Cayalá, Zona Viva, Zona 4, Zona 14, Zona 15                                                                                                  |
| Honduras San Pedro Sula          | Nuevos Horizontes Business Center, Zona Viva (San Pedro Sula) |
| Nicaragua Managua                | Centro Pellas |
| Costa Rica San José (Costa Rica) | Centro Empresarial del Este, La Sabana, Paseo Colon (San José) |

## Distritos financieros en Sudamérica

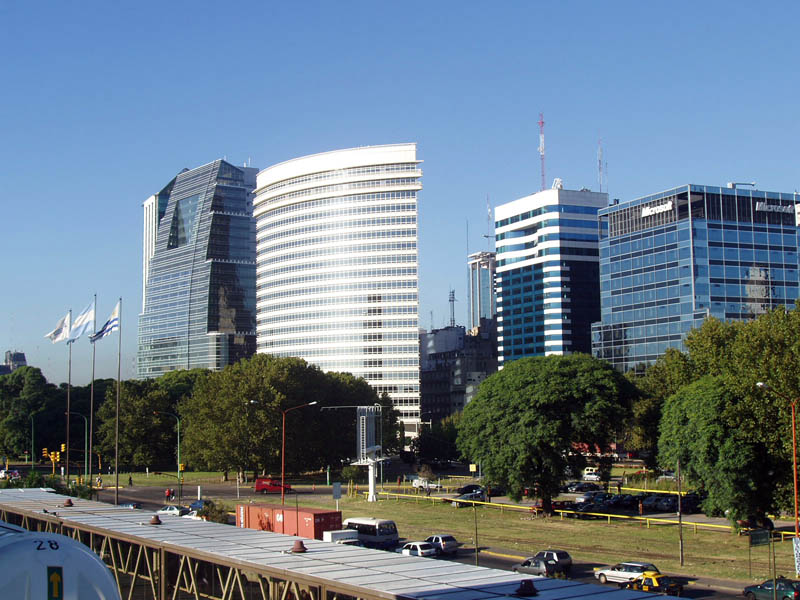
Complejo de Negocios de Catalinas Norte, Puerto Madero en Buenos Aires, Argentina.

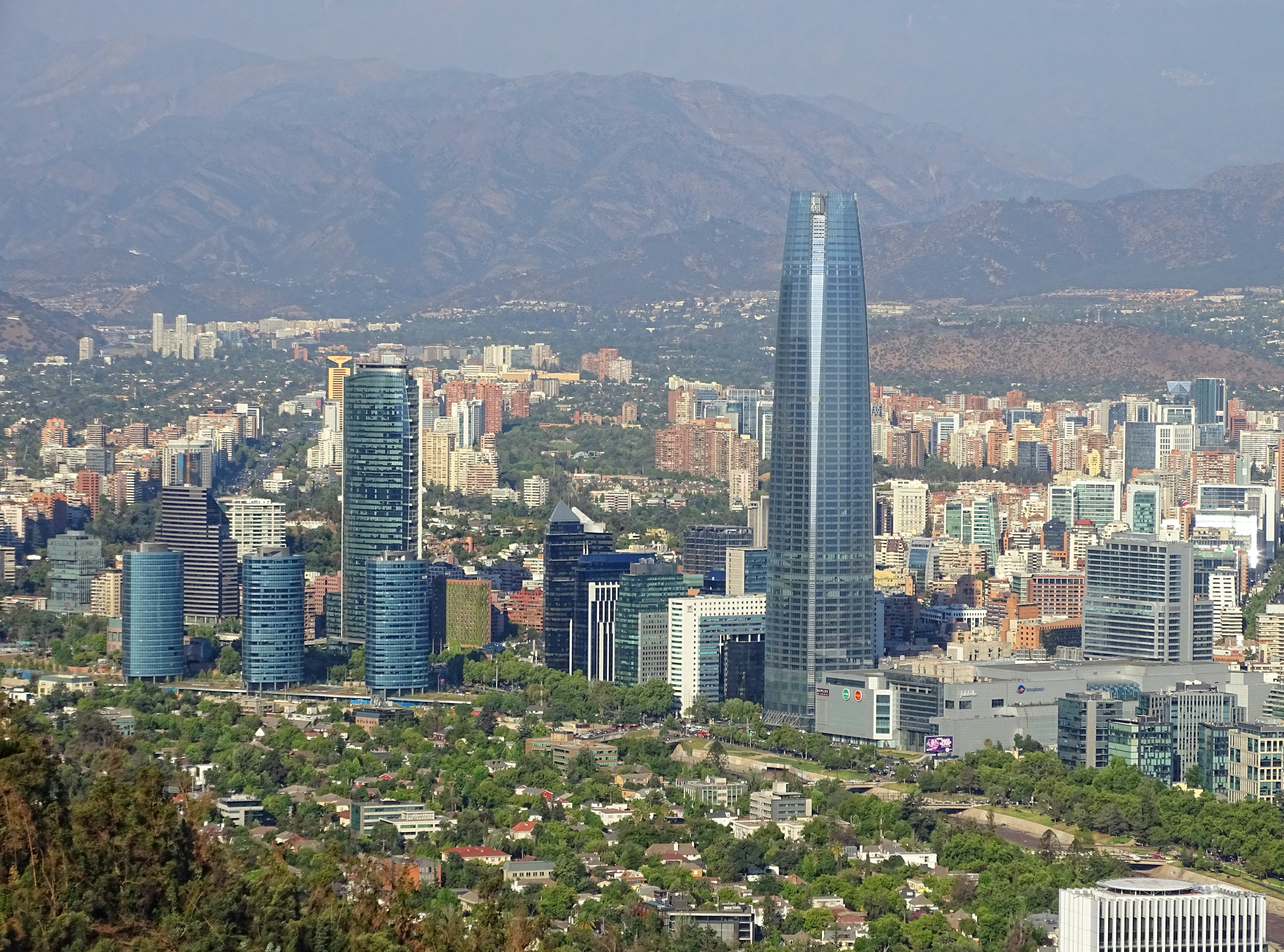
Centro de Negocios Sanhattan, Santiago de Chile

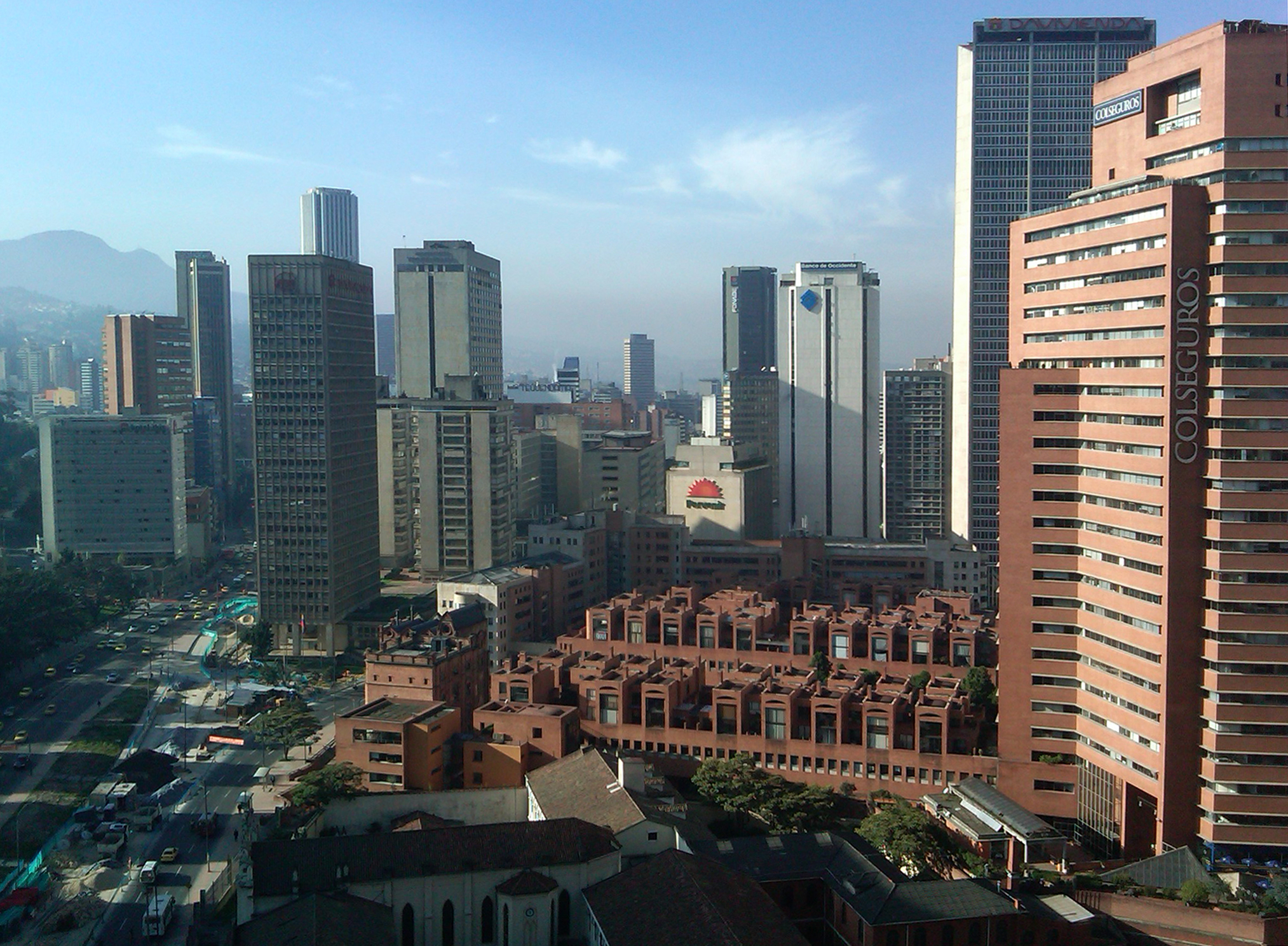
Centro Internacional de Bogotá, Colombia.

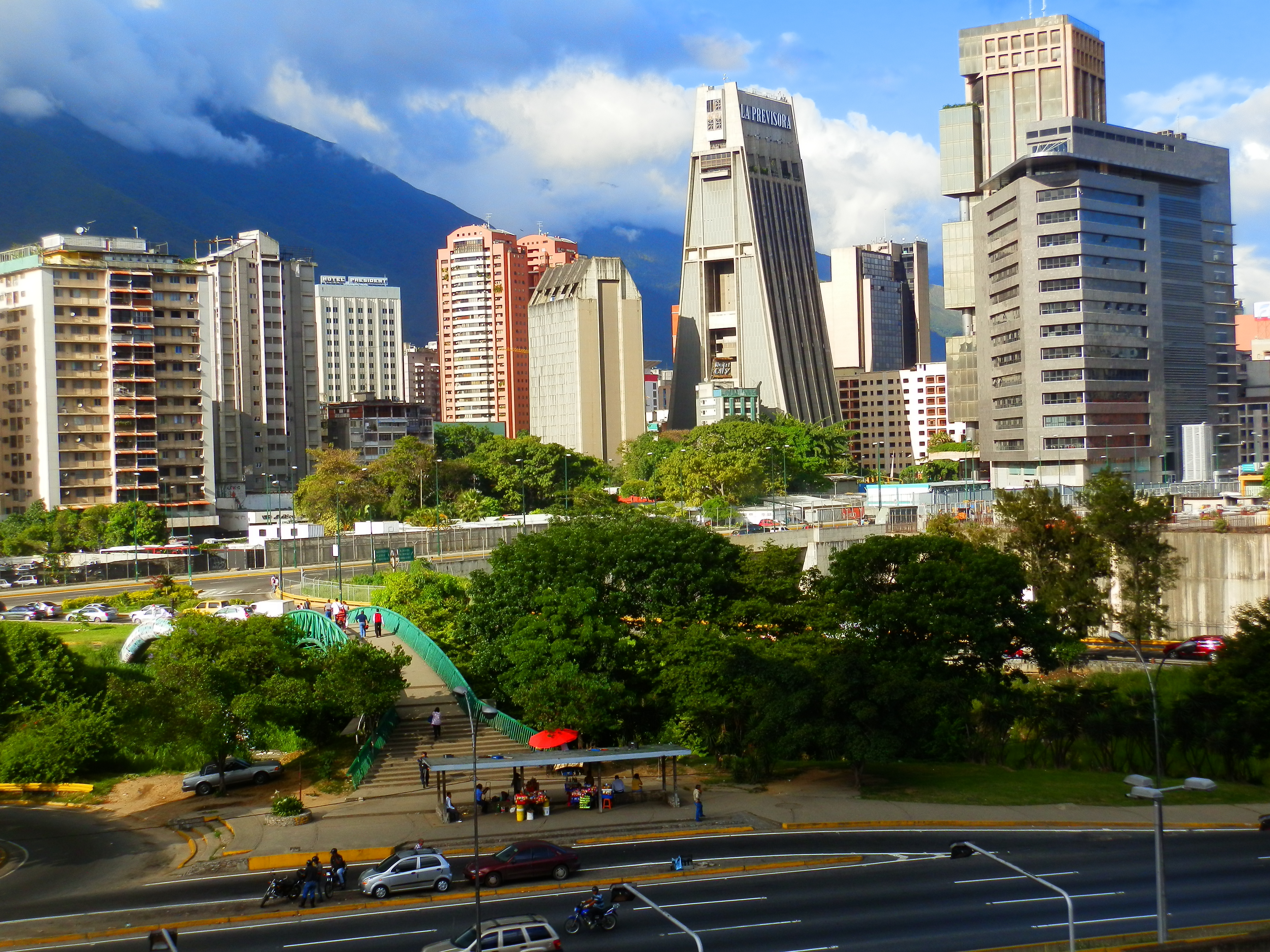
Plaza Venezuela en Caracas, Venezuela.

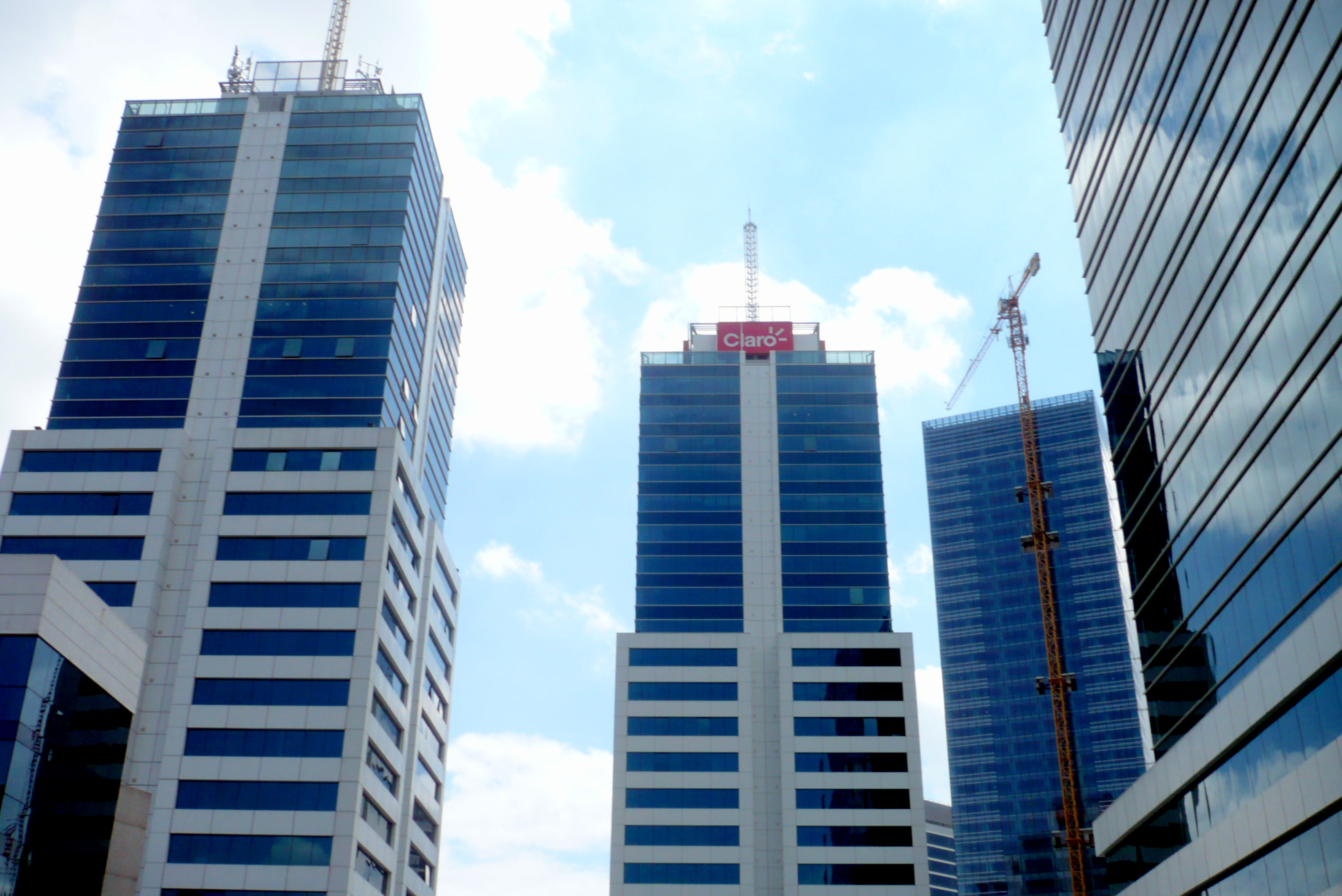
World Trade Center en Montevideo, Uruguay

| Ciudad                           | Distrito Financiero |
| -------------------------------- | --- |
| Asunción, Paraguay               | Bahía de Asunción, microcentro de Asunción, Asunción Business Center zona Avenida Aviadores del Chaco, World Trade Center Asunción, Distrito de Villa Morra        |
| Bogotá, Colombia                 | Centro Internacional de Bogotá, Avenida Chile, Ciudad Salitre, World Trade Center Calle 100, Centro Empresarial Santa Bárbara y North Point                        |
| Medellín, Colombia               | Parque Berrio, Milla de oro de Medellín, El Poblado, Laureles. |
| Barranquilla, Colombia           | Paseo Bolívar, Grand Bay Club, Buenavista |
| Cartagena, Colombia              | Bocagrande, Centro Histórico |
| Cali, Colombia                   | Granada, El Peñón, Valle de Lili |
| Montería, Colombia               | Ronda del Sinú, La Castellana |
| Santa Marta, Colombia            | El Rodadero |
| Pereira, Colombia                | Parque Arboleda, Boulevard Simón Bolívar |
| Bucaramanga, Colombia            | Cabecera, Parque Caracolí |
| Guayaquil, Ecuador               | Boulevar 9 de octubre, Ciudad del Río, Puerto Santa Ana, Avenida Francisco de Orellana (tramo sur)                                                                 |
| Quito, Ecuador                   | 12 de octubre, Quito, Barón de Humboldt, González Suárez, El Bosque, Ejido de La Circasiana, Iñaquito, y El Condado                                                |
| Buenos Aires, Argentina          | Avenida 9 de julio, Avenida Corrientes, Puerto Madero, Microcentro y Catalinas Norte                                                                               |
| Córdoba, Argentina               | Alberdi, Nueva Córdoba, Alta Córdoba |
| Rosario, Argentina               | Puerto Norte. |
| Santiago, Chile                  | Sanhattan, Providencia, Vitacura, Las Condes, Ciudad Empresarial, Santiago Centro, Ñuñoa.                                                                          |
| Valparaíso y Viña del Mar, Chile | Plan de Valparaíso, Avenida Libertad. |
| Concepción, Chile                | Barrio Estación, Barrio Cívico |
| Iquique, Chile                   | Cavancha |
| Lima, Perú                       | San Isidro, Miraflores Centro, Centro Histórico, San Borja Centro, Surco, Jesús María.                                                                             |
| Arequipa, Perú                   | City Center Quimera |
| Montevideo, Uruguay              | WTC Montevideo, Zonamérica, Avenida 18 de Julio, Centro y Ciudad Vieja.                                                                                            |
| Belo Horizonte, Brasil           | Savassi, Avenida Alfonso Pena |
| Brasilia, Brasil                 | Taguatinga, Avenida Eje Este-Oeste, Centro (Brasília) |
| La Paz, Bolivia                  | Sopocachi, San Jorge, Calacoto |
| Santa Cruz de la Sierra, Bolivia | Barrio Equipetrol |
| Cochabamba, Bolivia              | Plaza Colón, Paseo Aranjuez-Torres Santa Rosa. |
| Río de Janeiro, Brasil           | Centro, Ipanema, Copacabana, Botafogo, Leblon, Lagoa y Gávea |
| São Paulo, Brasil                | Avenida Paulista, Brooklin Novo, Vila Olímpia, Zona Central de São Paulo, Alphaville, World Trade Center, Jardins, Jardim Europa, Jardim Paulista, Morumbi y Moemá |
| Caracas, Venezuela               | Milla de Oro de Caracas, Las Mercedes, Municipio Chacao, CCCT, Plaza Venezuela                                                                                     |

## Distritos financieros en Europa

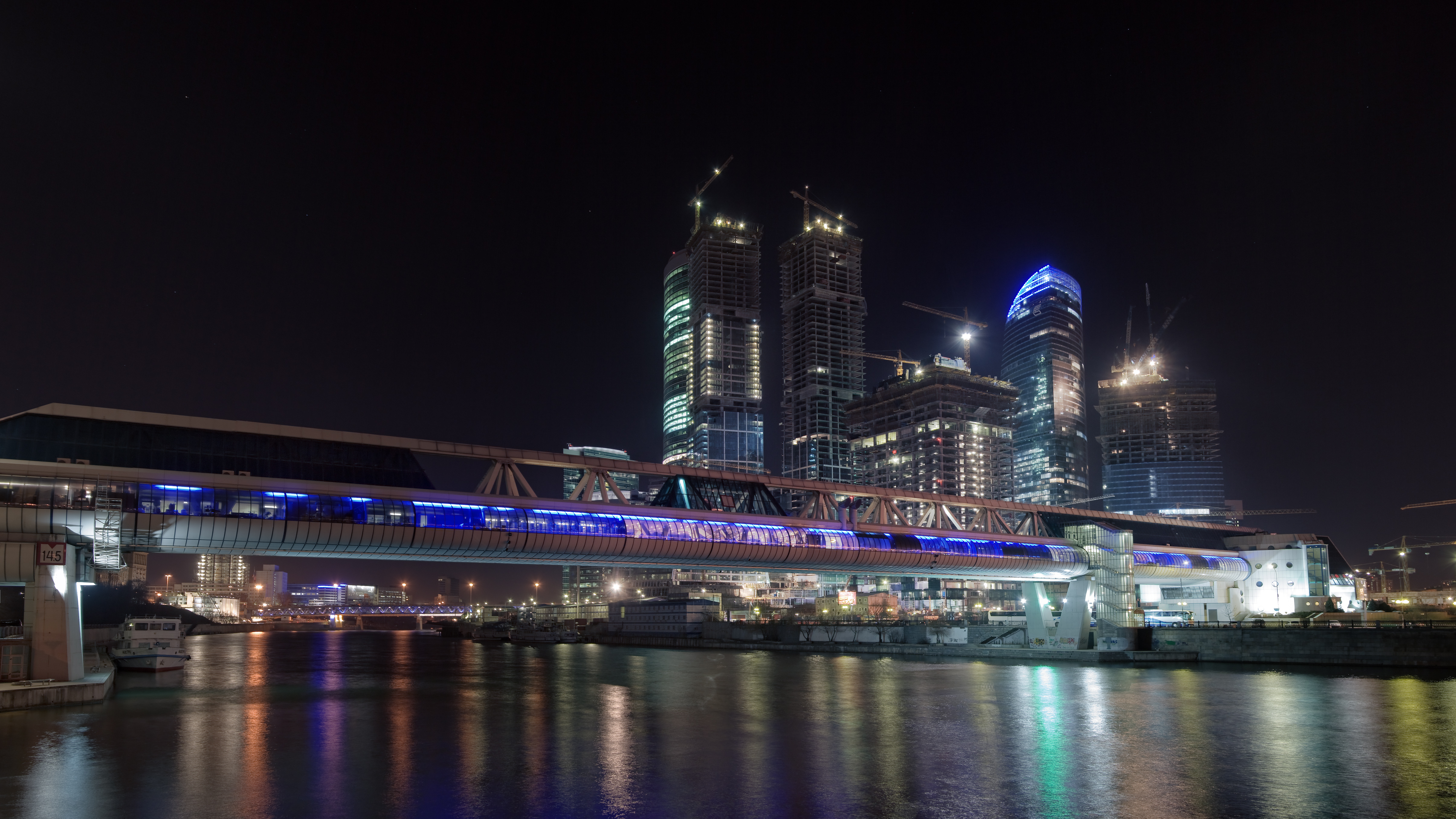
Distrito Financiero de Moscú, Rusia.

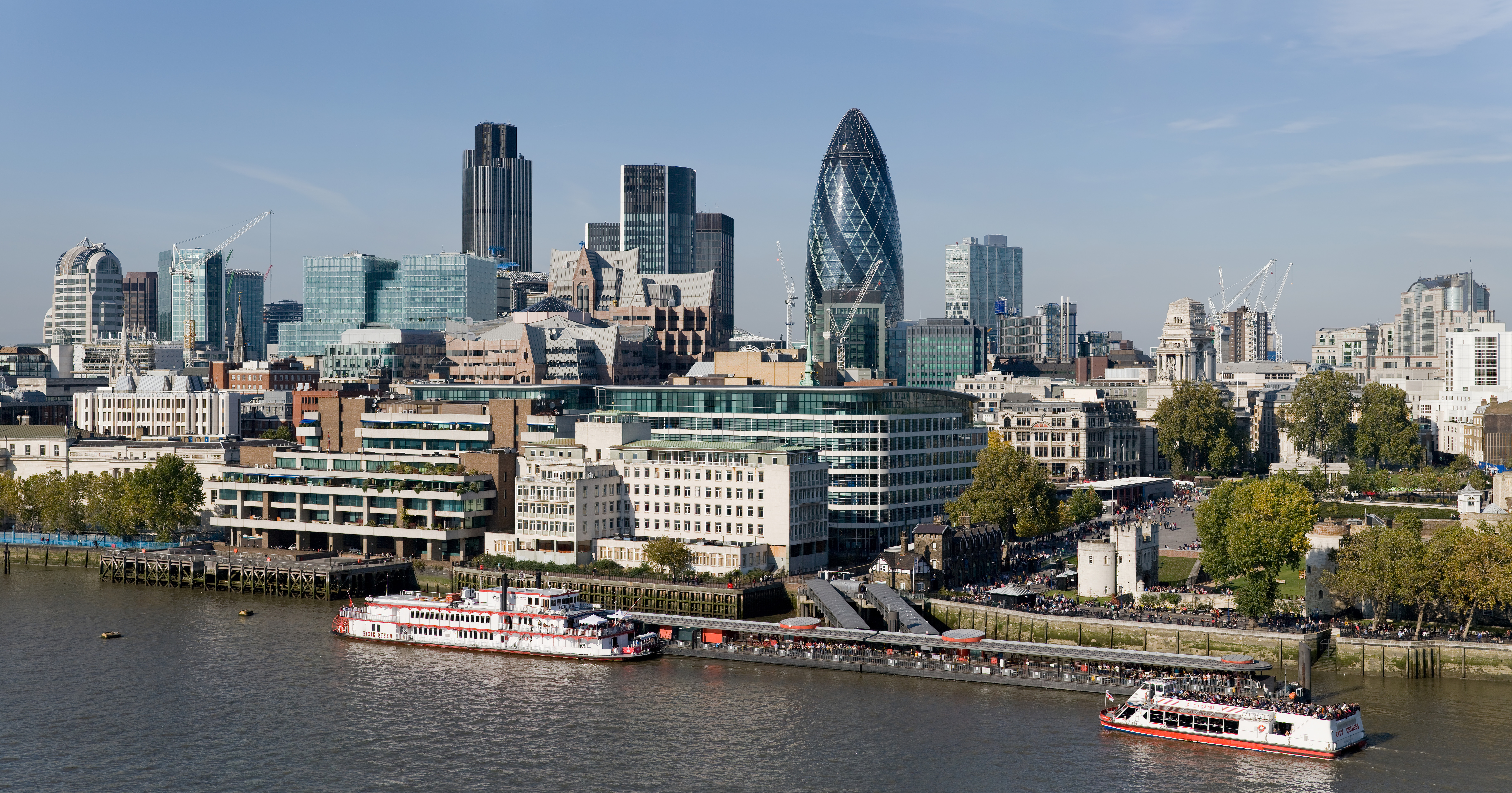
La City de Londres, principal zona financiera de Londres.

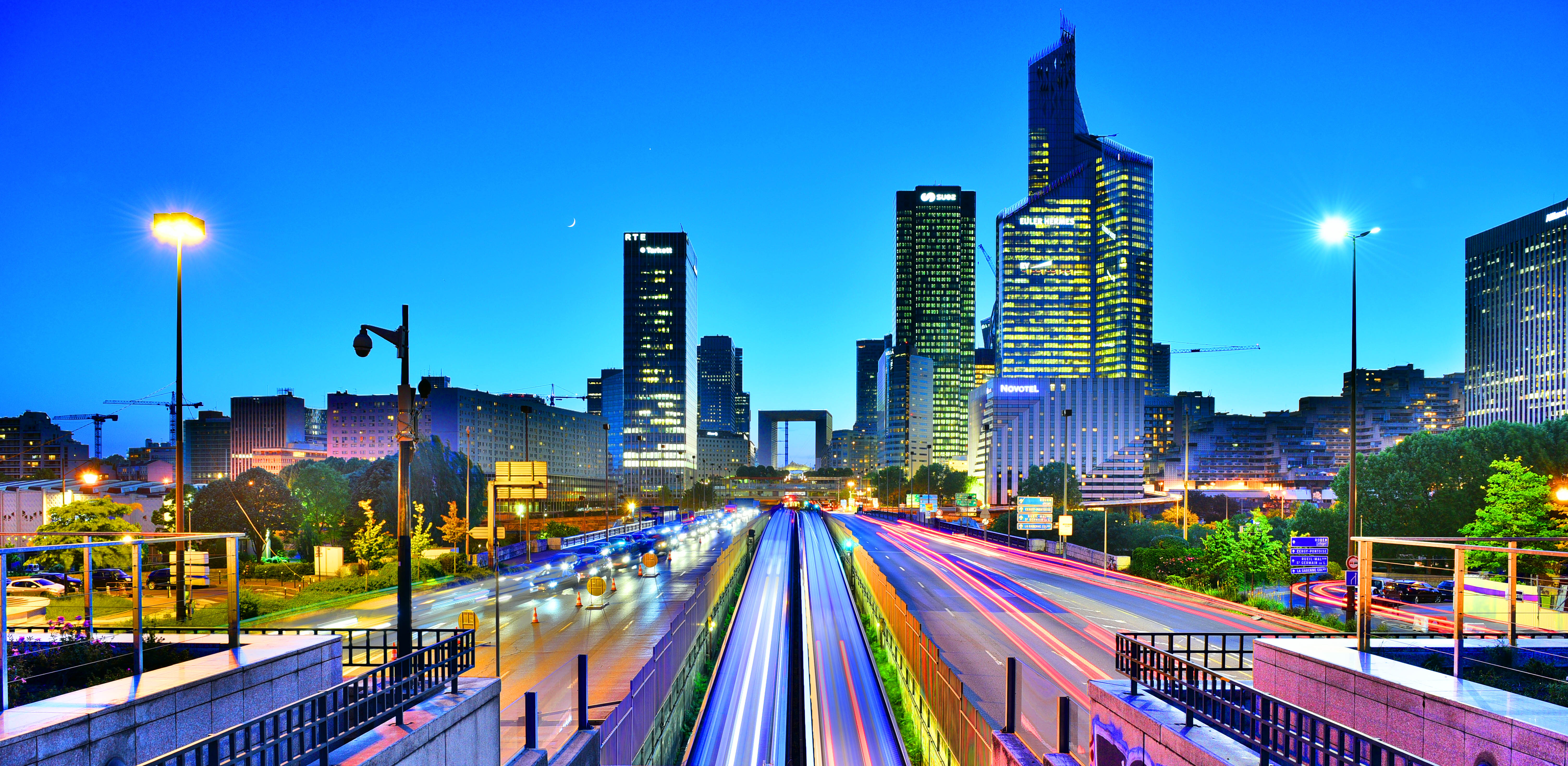
La Défense, París, Francia.

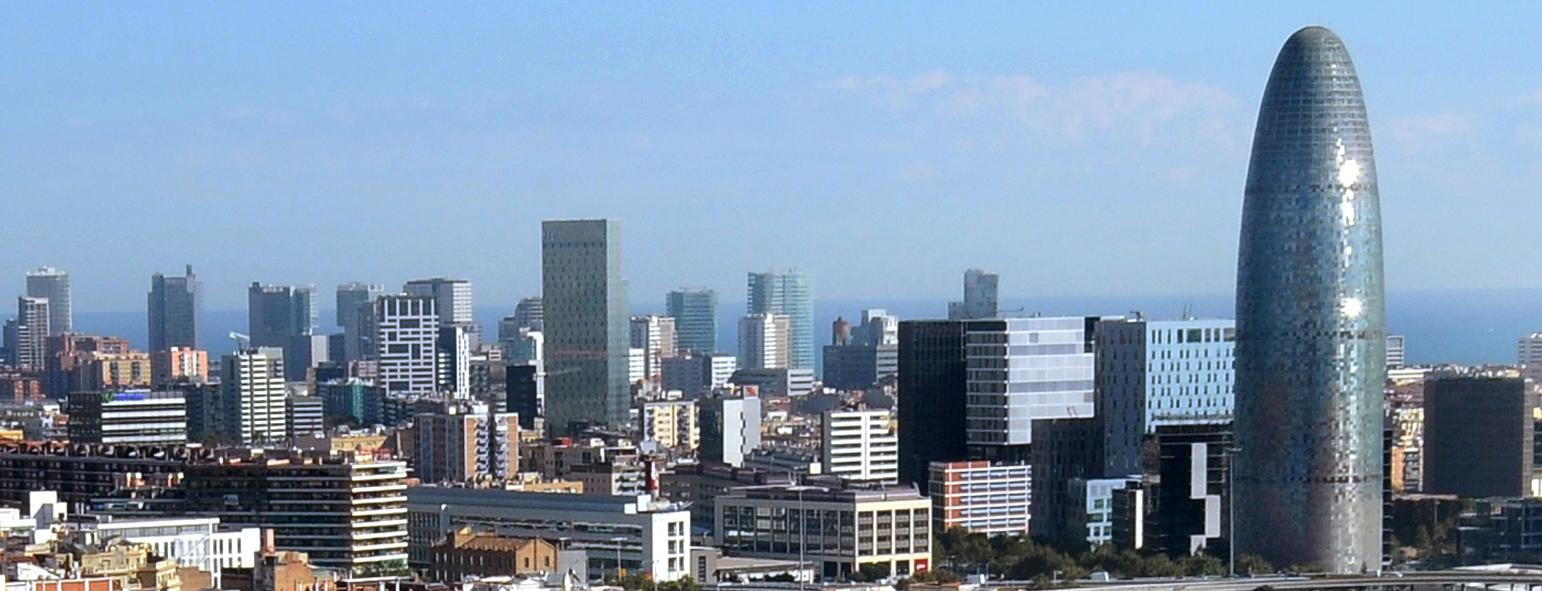
Imagen panorámica del Distrito 22@ de Barcelona.

| Ciudad                       | Distrito Financiero                            |
| ---------------------------- | ---------------------------------------------- |
| Viena, Austria               | Donau City                                     |
| Berlín, Alemania             | Potsdamer Platz                                |
| Fráncfort del Meno, Alemania | Bankenviertel                                  |
| Madrid, España               | CTBA y AZCA                                    |
| Barcelona, España            | Avenida Diagonal y 22@                         |
| Oslo, Noruega                | Bjørvika (Proyecto Barcode)                    |
| París, Francia               | La Défense                                     |
| Lyon, Francia                | Lyon Part-Dieu                                 |
| Bruselas, Bélgica            | Quartier Nord                                  |
| Ámsterdam, Holanda           | Zuidas                                         |
| Atenas, Grecia               | Síntagma                                       |
| Lisboa, Portugal             | Parque de las Naciones (Lisboa)                |
| Milán, Italia                | Centro Direzionale di Milano, Zona Porta Nuova |
| Nápoles, Italia              | Centro Direzionale di Napoli                   |
| Roma, Italia                 | EUR                                            |
| Varsovia, Polonia            | Śródmieście                                    |
| Londres, Reino Unido         | City of London y Canary Wharf                  |
| Moscú, Rusia                 | CIN de Moscú                                   |
| Estambul, Turquía            | Levent y Maslak                                |
| Estocolmo, Suecia            | Kista                                          |

## Distritos financieros en Oceanía

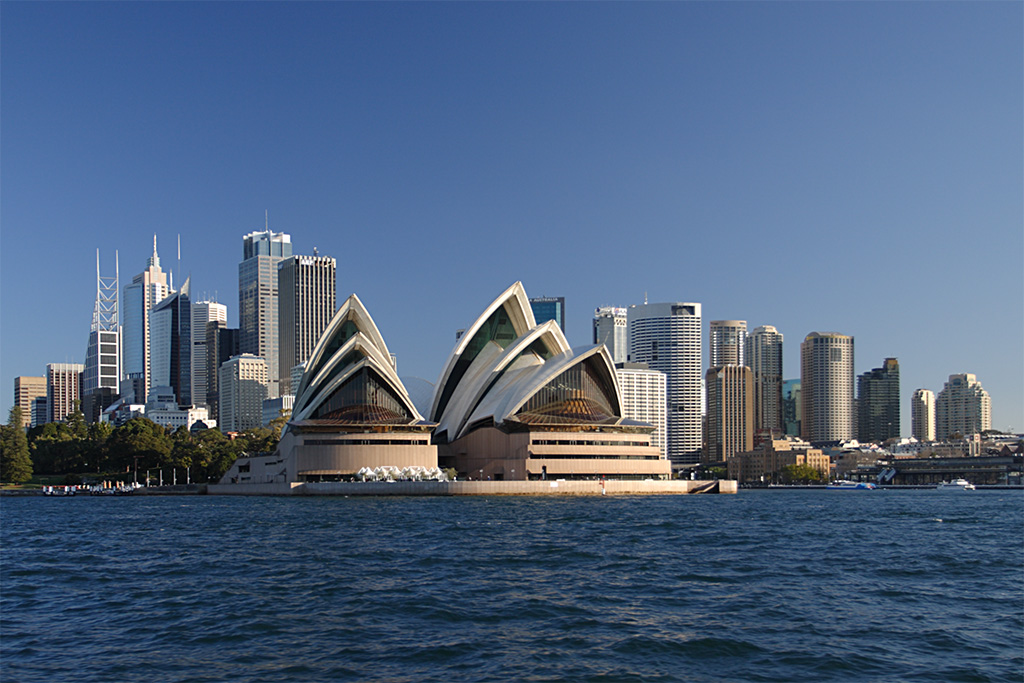
Distrito financiero en Sídney.

| Ciudad                  | Distrito Financiero |
| ----------------------- | ------------------- |
| Adelaida, Australia     | Adelaida CBD        |
| Brisbane, Australia     | Brisbane CBD        |
| Darwin, Australia       | Darwin CBD          |
| Melbourne, Australia    | Melbourne CBD       |
| Perth, Australia        | Perth CBD           |
| Sídney, Australia       | Centro de Sídney    |
| Auckland, Nueva Zelanda | Auckland CBD        |